# Huang Yijun
Questo è un Nome cinese; il cognome è Huang.
Huang Yijun, Cinese semplificato: 黄贻钧, Cinese tradizionale: 黄貽鈞 (Suzhou, 4 maggio 1915 – 11 ottobre 1995), è stato un direttore d'orchestra e compositore cinese.

## Biografia
Nato a Suzhou in una famiglia di musicisti, Huang esibì grande talento musicale sin dalla giovane età. Suo padre, un uomo severo, gli insegnò l'organo e il violino e Huang imparò da solo una varietà di strumenti cinesi e occidentali, tra cui pianoforte, armonica, erhu, yangqin, jinghu (strumento ad arco), yueqin e persino l'Opera di Pechino e l'Opera Kun.
Si trasferì a Shanghai a metà degli anni '30, dove partecipò registrazioni orchestrali per l'etichetta Pathé. Nel 1938 entrò nella Shanghai Symphony Orchestra e, dopo la fondazione della Repubblica popolare cinese, divenne il capo dell'orchestra nel 1953. Durante i suoi tre decenni di leadership nell'orchestra, registrò una serie di colonne sonore e accettò inviti a dirigere sinfonie in Finlandia (1956), URSS (1958) e, su invito di Herbert Von Karajan nel 1981, a Berlino.